# MC Jean Gab’1
MC Jean Gab’1 (настоящее имя Charles M’Bouss, род. 28 января 1967) — французский актёр и рэпер, камерунец по происхождению. Получил известность благодаря своей композиции J’t’emmerde.

## Биография
MC Jean Gab’1 родился в 15 округе Парижа, в 1967 году. Его родители развелись, когда ему было 8 лет. Его мать была арестована по обвинению в убийстве его отца, и в итоге, в 1977 году была приговорена к тюремному заключению на пять с половиной лет за убийство в состоянии аффекта.
Оставшись сиротой, MC Jean Gab’1 попал в DDASS (детский дом), где прожил 10 лет. После этого он был осужден за грабеж и получил семь лет тюрьмы, 5 из которых он провёл в Германии, и 2 во Франции.
В 80-х годах он является участником музыкального коллектива Les Requins Vicieux (Злостные акулы). В данном коллективе были также и другие участники — Maurice с лейбла Doeen Damage и Lucien Papalu.
Несколько эклектичный MC Jean Gab’1 в молодости слушал такие рок-группы как Kiss и Trust. В 1998 году он хотел написать книгу, а его приятель, Doc Gyneco, предложил ему принять участие в рэп-компилляции «Liaisons dangereuses» (опасные связи).